# Princesa Changping
Zhu Meichu (2 de mayo de 1630 - 26 de septiembre de 1647), conocida por su título de princesa Changping, fue una princesa china de la dinastía Ming. Era una de las hijas del emperador Chongzhen, el último emperador Ming.

## Vida
Changping nació del emperador Chongzhen y la Consorte Wang. Cuando la Consorte Wang murió de enfermedad no mucho después de su nacimiento, la princesa quedó al cuidado de la Emperatriz Zhou. Changping tenía una hermana mayor, la princesa Kunyi (坤儀公主), y una hermana más joven, la princesa Zhaoren (昭仁公主).
Cuando Changping cumplió quince años, su padre arregló su matrimonio con Zhou Xian (周顯; o Zhou Shixian 周世顯), un funcionario militar. Aun así, la boda se vio cancelada al llegar noticias de que Li Zicheng y su ejército rebelde se acercaban a la capital, Pekín. Cuando la capital asediada finalmente cayó, el emperador Chongzhen reunió a sus familiares y empezó a matar con su espada a las mujeres, empezando por la Princesa Zhaoren. A Changping le gritó, "Por qué tuviste que nacer en esta familia?", y le lanzó un tajo, cortando su brazo izquierdo. Changping se desmayó debido a la pérdida de sangre, pero recuperó la consciencia cinco días más tarde y sobrevivió, mientras su padre se había suicidado colgándose en un árbol de los jardines imperiales.
En 1645, Changping pidió al emperador Shunzhi, el primero de la dinastía Qing, la cual había reemplazado a la Ming, permiso para profesar como monja budista. El emperador Shunzhi rechazó la propuesta y arregló su matrimonio con Zhou Xian como había deseado su padre. El matrimonio se trató con respeto mutuo pero Changping enfermó y murió un año más tarde, embarazada de cinco meses. Fue enterrada a las afueras de la Puerta Guangning (en la actualidad, Guang'anmen) en Pekín.

## En la cultura popular
Changping se convirtió en una figura popular en el folclore y la cultura popular posteriores, con varias historias en torno a una supuesta sobrevivencia a su muerte temprana.
Un cuento dice que Changping se convirtió en monja después de la caída de la dinastía Ming. Practicó artes marciales y se convirtió en la líder de un movimiento de resistencia contra la dinastía Qing. Fue apodada "La Divina Monja Armada" (獨臂神尼) por su coraje formidable. Una de sus aprendices era Lü Siniang (呂四娘), una heroína ficticia que supuestamente asesinó al emperador Yongzheng.
Changping también aparece en la novela de Louis Cha ''Sword Stained with Royal Blood''. Se la apoda "A'Jiu" (阿九; literalmente "El Noveno", implicando que era la novena hija del emperador Chongzhen). En la novela tiene sentimientos románticos hacia el protagonista, Yuan Chengzhi. Aun así, al final de la novela, después de perder un brazo, se convierte en monja budista y cambia su nombre a "Jiunan" (九難; literalmente, "Nueve Tribulaciones"). Tiene un papel menor en The Deer and the Cauldron, otra novela de Louis Cha considerada una secuela oficiosa de Sword Stained with Royal Blood. En The Deer and the Cauldron, es una poderosa luchadora de artes marciales y acepta al rival del héroe, Wei Xiaobao, como aprendiz.
La historia de amor de Changping y Zhou Xian fue adaptada en una obra de la ópera cantonesa, titulada Di Nü Hua (帝女花; literalmente: La flor de la Hija del emperador). La ópera fue más tarde adaptada en una película y una serie televisiva.